# Kung
A Kung (hangul: 궁, handzsa: 宫, RR: Gung; „Palota”), angol címén Princess Hours, 2006-ban bemutatott romantikus dorama, melyet az MBC csatorna vetített Jun Unhje (Yun Eun-hye), Csu Dzsihun (Ju Ji-hun), Kim Dzsonghun (Kim Jeong-hun) és Szong Dzsihjo (Song Ji-hyo) főszereplésével. A sorozat a csatorna második legnépszerűbb sorozata volt 2006-ban, mely alapján 2007-ben elkészült a Prince Hours spin-off, 2010-ben pedig a Goong: Musical című musical U-Know főszereplésével.

## Történet
A történet alternatív valóságban játszódik, melyben Dél-Koreában alkotmányos monarchia van. A király betegeskedik, és az uralkodóház sorsáért aggódó királyné nagymama úgy dönt, kiházasítja unokáját, a trónörökös Sin herceget, aki 19 éves. Az elhunyt öreg király még régebben megígérte legjobb barátjának, hogy annak unokája, Cshegjong (Chae-gyeong) lesz majd a kiválasztott feleség, gyűrűt is küldettek a családnak. Minderről azonban Cshegjong (Chae-gyeong)nak és a szüleinek sejtése sincs, a család azt hitte, az öreg csak kitalálta a mesét a barátságáról a királlyal. A királyi család számára fontos, hogy az emberek kedveljék őket, így úgy határoznak, sokat lendíthet a dinasztia megítélésén, ha a következő király felesége a köznépből való.
Cshegjong (Chae-gyeong) és a herceg véletlenül épp egy művészeti középiskolába járnak, ahol a herceg filmművészetet, a lány pedig formatervezést tanul. Cshegjong (Chae-gyeong) izgága, vidám, szeleburdi, kiáll az igazáért és nagyszájú. A herceg visszahúzódó, csendes, magának való és pökhendi természetű. Cshegjong (Chae-gyeong) először tiltakozik a házasság ellen, azonban családja uzsorásoknak tartozik, így beleegyezik abba, hogy ő legyen a trónörökösné. Élete a palotában nem könnyű, hiszen nem ismeri az udvari etikettet, a fellengzős hivatalos nyelvet és a hivatalos megszólításokat. A herceg eleinte ki nem állhatja közrendű feleségét, azonban lassanként a fiatalok egymásba szeretnek.
Nem hagyja azonban annyiban a dolgot a herceg korábbi barátnője, Hjorin (Hyo-rin), aki korábban visszautasította a herceg házassági ajánlatát, arra hivatkozva, hogy nem akarja feladni az álmait, hogy ballerina legyen. A szép és kifinomult Hjorin (Hyo-rin) mégsem tudja elviselni, hogy a herceg mást vett feleségül, ezért körmönfont terveket eszel ki a fiú visszahódítására. Segítője is akad, a herceg unokatestvérének, Jul (Yul)nak az édesanyja személyében. Eredetileg Jul (Yul) lett volna a trónörökös, azonban édesapja váratlanul meghalt egy balesetben, így Sin apja lett a trónvárományos, Jul (Yul)t és az anyját pedig az öreg király száműzte a palotából. A nő bosszút esküdött, és megfogadta, hogy visszaszerzi a pozícióját a palotában és saját fiát ülteti a trónra. Jul (Yul) azonban beleszeret unokatestvére feleségébe, Cshegjong (Chae-gyeong)ba.

## Szereplők
- Jun Unhje (Yun Eun-hye) mint Sin Cshegjong (Shin Chae-gyeong)
- Csu Dzsihun (Ju Ji-hun) mint I Sin (Lee Sin) trónörökös herceg
- Kim Dzsonghun (Kim Jeong-hun) mint I Jul (Lee Yul) herceg
- Szong Dzsihjo (Song Ji-hyo) mint Min Hjorin (Min Hyo-rin)
- Sim Hjedzsin (Sim Hye-jin) mint Jul (Yul) anyja
- Kim Hjedzsa (Kim Hye-ja) mint özvegy királyné, a két herceg nagyanyja
- Jun Juszon (Yoon Yoo-seon ) mint királyné, Sin anyja

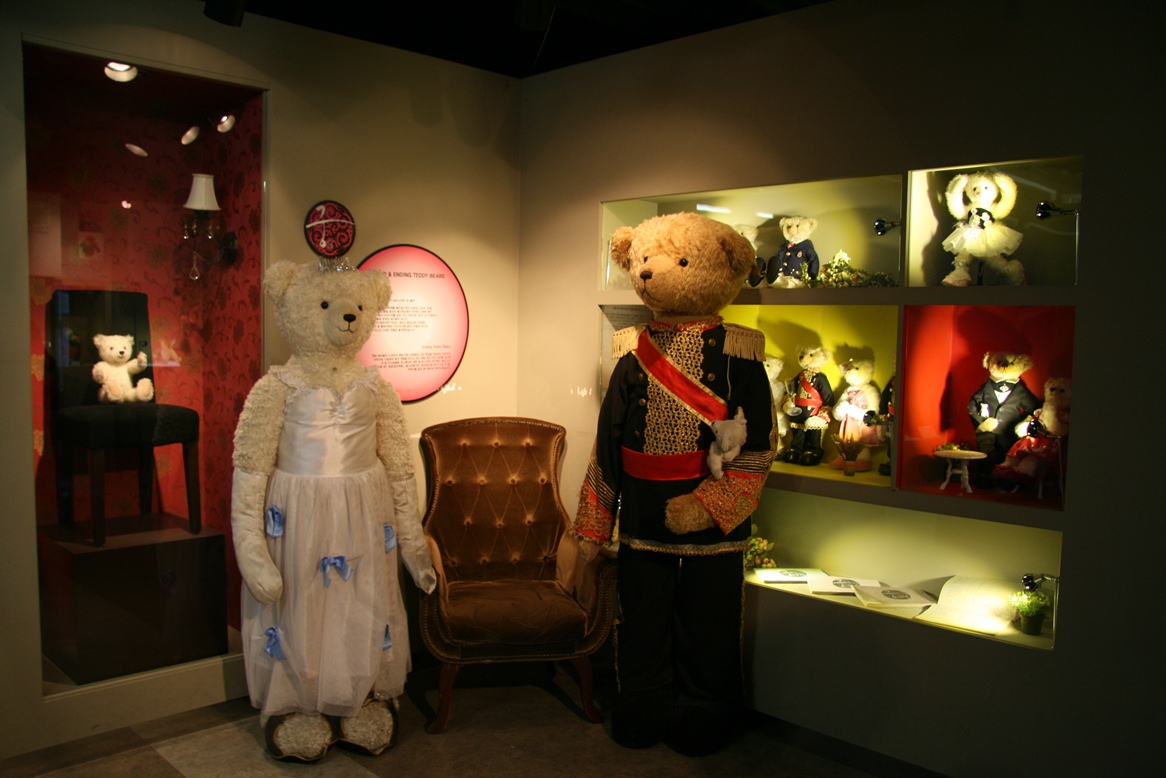
Teddy-mackó kiállítás az N Seoul Towerben a sorozatban használt plüssmackók felhasználásával

- Pak Cshanhvan (Park Chan-hwan) mint király, Sin apja